# Agrothereutes saturniae
Agrothereutes saturniae là một loài tò vò trong họ Ichneumonidae.